# بوريس لاجوتين
بوريس لاجوتين (بالروسية: Лагутин, Борис Николаевич) هو ملاكم روسي يصنف ضمن فئة وزن خفيف المتوسط. شارك في دورة الألعاب الأولمبية الصيفية.

## الميداليات
| الميدالية | المسابقة                       |
| --------- | ------------------------------ |
| برونزية   | الألعاب الأولمبية الصيفية 1960 |
| ذهبية     | الألعاب الأولمبية الصيفية 1964 |
| ذهبية     | الألعاب الأولمبية الصيفية 1968 |

## روابط خارجية
- بوريس لاجوتين على موقع اللجنة الأولمبية الدولية (الإنجليزية)
- بوريس لاجوتين على موقع أوليمبيديا (الإنجليزية)